# TKN
Singles par Rosalía
Juro Que
(2020) KLK (en)
(2020)
Singles par Travis Scott
The Scotts (en)
(2020) Wash Us in the Blood (en)
(2020)
TKN est une chanson de la chanteuse espagnole Rosalía et du rappeur américain Travis Scott sortie le 28 mai 2020.

## Historique
Après avoir entendu le beat composé par DJ Nelson (en), Rosalía commence à écrire les paroles de TKN en janvier 2019 dans un studio installé dans une maison de Los Angeles. Elle fait écouter la chanson à Travis Scott qui accepte de collaborer avec elle pour ce morceau. Il s'agit de la deuxième collaboration entre les deux artistes après le remix du single Highest in the Room enregistré sur la compilation JackBoys (en).
La sortie de TKN est d'abord prévue pour le mois de mars 2020 mais elle est repoussée. Rosalía poste un extrait de la chanson sur son compte Twitter le 27 mai 2020 et le single sort le lendemain.

## Accueil commercial
Dans le classement publié par l'association Promusicae pour la semaine du 29 mai au 4 juin 2020, TKN entre dans le top single espagnol en première position.
Aux États-Unis, elle est la première chanson de Rosalía qui se classe dans le Billboard Hot 100. Elle débute à la 66e place dans le classement daté du 13 juin 2020. La même semaine, le titre se classe deuxième du Hot Latin Songs.

## Classements et certifications
| Classement (2020)                              | Meilleure position |
| ---------------------------------------------- | ------------------ |
| Allemagne (GfK Entertainment)                  | 43                 |
| Argentine (Hot 100)                            | 7                  |
| Argentine (Monitor Latino)                     | 7                  |
| Autriche (Ö3 Austria Top 40)                   | 31                 |
| Belgique (Flandre Ultratip Bubbling Under 100) | 3                  |
| Belgique (Flandre Ultratop R&B/Hip-Hop)        | 13                 |
| Belgique (Wallonie Ultratip Bubbling Under 50) | 12                 |
| Belgique (Wallonie Ultratop R&B/Hip-Hop)       | 17                 |
| Canada (Hot 100)                               | 57                 |
| Colombie (Monitor Latino)                      | 1                  |
| Colombie (National-Report)                     | 1                  |
| Costa Rica (Monitor Latino)                    | 14                 |
| Espagne (Promusicae)                           | 1                  |
| Estonie (Eesti Ekspress)                       | 31                 |
| États-Unis (Hot 100)                           | 66                 |
| États-Unis (Digital Songs)                     | 21                 |
| États-Unis (Latin Airplay)                     | 25                 |
| États-Unis (Latin Pop Airplay)                 | 14                 |
| États-Unis (Latin Rhythm Airplay)              | 12                 |
| États-Unis (Hot Latin Songs)                   | 2                  |
| États-Unis (Rolling Stone Top 100)             | 50                 |
| France (SNEP)                                  | 52                 |
| Grèce (IFPI Greece)                            | 2                  |
| Guatemala (Monitor Latino)                     | 12                 |
| Hong Kong (Metro Radio (en))                   | 12                 |
| Hongrie (Single Top 40)                        | 38                 |
| Hongrie (Stream Top 40)                        | 35                 |
| Irlande (Irish Singles Chart)                  | 43                 |
| Italie (FIMI)                                  | 16                 |
| Lituanie (AGATA)                               | 24                 |
| Mexique (Mexico Airplay (en))                  | 17                 |
| Mexique (Pop Español Airplay)                  | 9                  |
| Nouvelle-Zélande (Hot Singles)                 | 8                  |
| Panama (Monitor Latino)                        | 3                  |
| Pays-Bas (Tipparade)                           | 1                  |
| Pays-Bas (Single Top 100)                      | 20                 |
| Porto Rico (Monitor Latino)                    | 12                 |
| Portugal (AFP)                                 | 2                  |
| Roumanie (Airplay 100)                         | 98                 |
| Royaume-Uni (UK Singles Chart)                 | 41                 |
| Salvador (Monitor Latino)                      | 4                  |
| Slovaquie (IFPI Singles Digitál)               | 34                 |
| Suède (Sverigetopplistan)                      | 86                 |
| Suisse (Schweizer Hitparade)                   | 6                  |
| Tchéquie (IFPI Singles Digitál)                | 8                  |
| Billboard Global 200                           | 126                |
| Billboard Global Excl. U.S.                    | 89                 |

| Région | Certification | Ventes/Streams |
| --- | ------------- | -------------- |
| Espagne (Promusicae) | Platine       | 40 000*        |
| Italie (FIMI) | Or            | 35 000‡        |
| Portugal (AFP) | Or            | 10 000^        |
| *Ventes selon la certification ^Mise en rayon selon la certification xNon précisé par la certification ‡ventes/streaming selon la certification |               |                |